# Zarhipis tiemanni
Zarhipis tiemanni är en skalbaggsart som beskrevs av Linsdale 1964. Zarhipis tiemanni ingår i släktet Zarhipis och familjen Phengodidae. Inga underarter finns listade i Catalogue of Life.